# Ezequiel Agüero
Ezequiel Agüero (Chamical, La Rioja, 7 de abril de 1994) es un futbolista argentino con nacionalidad malasia que juega como mediapunta. Actualmente forma parte de la plantilla del Sri Pahang FC de la Superliga de Malasia. Es miembro de la selección de fútbol de Malasia. 

## Trayectoria
Formado en la Academia Ernesto Duchini de Rosario, jugó en las divisiones inferiores de River Plate, pasando luego a la sección juvenil de All Boys. En ese club llegó a entrenar con el equipo de primera división cuando Julio Falcioni se desempeñó como director técnico, pero no llegó a debutar como profesional.
En noviembre de 2015 fue fichado por el FC Tatabánya de la Nemzeti Bajnokság III. Aunque fue sondeado por el club italiano Genoa, finalmente su contratación no se materializó.
En junio de 2017, luego de un semestre de inactividad, llegó a Malasia, contratado por el Melaka United para jugar el tramo final de temporada 2017 de la Superliga de Malasia. El jugador argentino permanecería en el país, jugando sucesivamente en Sarawak United, Penang, Kuala Lumpur Rovers, Perak y Sri Pahang FC.

## Clubes
| Club                | País    | Año             |
| ------------------- | ------- | --------------- |
| FC Tatabánya        | Hungría | 2015 - 2016     |
| Melaka United       | Malasia | 2017 - 2018     |
| Sarawak United      | Malasia | 2019            |
| Penang              | Malasia | 2019            |
| Kuala Lumpur Rovers | Malasia | 2020            |
| Perak               | Malasia | 2021            |
| Sri Pahang FC       | Malasia | 2021 - Presente |

## Selección nacional
Tras recibir la ciudadanía malaya, en diciembre de 2022 fue convocado por primera vez para jugar en la selección de fútbol de Malasia.